# Estación de Houilles-Carrières-sur-Seine
La estación de Houilles-Carrières-sur-Seine es una estación ferroviaria francesa situada en la comuna de Houilles, cerca de Carrières-sur-Seine, en el departamento de Yvelines, al oeste de París. Por ella transitan los trenes de cercanías de la línea A del RER, y de las líneas J y L del Transilien.

## Historia
La estación fue inaugurada en 1843 con la puesta en marcha de la línea París - Rouen, que luego se prolongaría hasta Le Havre. Tras ser explotada por diversas empresas, en 1938, acabó en manos de la actual SNCF.
En 1989 se incorporó al trazado de la línea A del RER.

## Descripción
La estación inicial se compone de un pequeño edificio de dos plantas que se ha ido ampliando a lo largo del tiempo con otras estructuras anexas de diferentes estilos para poder absorber el gran volumen de viajeros que recibe la estación. Tras una reciente remodelación dispone también de máquinas expendedoras de billetes y de cámaras de vigilancia para hacer frente a la creciente inseguridad del recinto.
La estación posee tres andenes, uno lateral y dos centrales, al que acceden cinco vías, dando lugar a la siguiente organización: a-v-v-a-v-v-a-v. El acceso a cada uno de ellos se realiza gracias a una pasarela que sobrevuela las vías.

## Servicios ferroviarios
Línea A del RER, a razón de 9 trenes por hora, 6 trenes en hora punta.
Línea J del Transilien, a razón de 2 trenes por hora.
Línea L del Transilien, a razón de 3 trenes por hora, 6 trenes en hora punta.